# جيسكلاريني
بلدية جيسكلارينْيْ (بالكاتالانية: Gisclareny) هي إحدى بلديات مقاطعة برشلونة، والتي تقع في منطقة كاتالونيا، شرق إسبانيا.
يبلغ عدد سكانها 34 نسمة وفقاً لإحصائية سنة (2007).